# 270年代
| 千纪： | 1千纪                                                                                  |
| 世纪： | 2世纪 \| 3世纪 \| 4世纪                                                                |
| 年代： | 240年代 \| 250年代 \| 260年代 \| 270年代 \| 280年代 \| 290年代 \| 300年代              |
| 年份： | 270年 \| 271年 \| 272年 \| 273年 \| 274年 \| 275年 \| 276年 \| 277年 \| 278年 \| 279年 |

## 大事记
- 羅馬帝國三十暴君時期終
- 西晉汲郡人掘魏襄王魏嗣墓，得竹簡小篆古書十餘萬言，史稱竹書紀年。
- 羅馬帝國皇帝克劳狄二世与哥特人在巴尔干地区展開戰鬥，最终许多哥特人死于塞浦路斯大瘟疫，其他人则被并入罗马帝國军团。

## 逝世
- 陸抗（274年去世）